# Eurycea robusta
Eurycea robusta är en groddjursart som först beskrevs av Longley 1978.  Eurycea robusta ingår i släktet Eurycea och familjen lunglösa salamandrar. IUCN kategoriserar arten globalt som otillräckligt studerad. Inga underarter finns listade i Catalogue of Life.